# マリー・ド・フランス (ブラバント公妃)
マリー・ド・フランス（フランス語：Marie de France, 1198年 - 1224年8月15日）は、フランス王フィリップ2世とその3番目の王妃アニェス・ド・メラニーの娘。

## 生涯
父フィリップ2世は、アニェス・ド・メラニーと再婚するために、なおざりにされていた2番目の王妃インゲボルグ・ア・ダンマークと離婚する必要があった。ローマ教皇インノケンティウス3世はフィリップ2世の離婚を認めなかったが、フィリップ2世は3度目の結婚を強行した。結婚の相手として最初はマルグリット・ド・ジュネーヴを選んだが、フランスに輿入れする道中でサヴォイア伯トンマーゾ1世により連れ去られてしまい、マルグリットとは結婚せず、1196年にアニェスと結婚した。母アニェスとフィリップ2世の間にはマリーと弟フィリップ・ユルプルが生まれた。
教皇インノケンティウス3世はこの結婚を無効であると宣言し、フィリップ2世は未だインゲボルグと結婚状態であるとした。教皇はフィリップ2世にアニェスと別れるよう命じたが、フィリップ2世がこれに従わなかったため、1199年に教皇はフランス王国を秘蹟執行禁止とした。この状態は1200年9月7日まで続いた。最終的に、フィリップ2世がインゲボルグの兄デンマーク王ヴァルデマー2世と同盟を結ぶ必要があったため、1213年にフィリップ2世はインゲボルグを王妃と認めた。
マリーは最初スコットランド王子アレグザンダー（後のスコットランド王アレグザンダー2世）と婚約した。両者ともわずか2歳であった。アレグザンダーは1214年にスコットランド王に即位したが、マリーとの婚約は1202年ごろには解消していた。
2度目の婚約はブルターニュ公アーサーで、アーサーは叔父のイングランド王ジョンと対立していた。マリーの父フィリップ2世は、フランス国内の領地に対するアーサーの権利を認めていたが、ジョン王が正統なイングランド王であることも認めていた。マリーとアーサーは1202年に婚約したが、アーサーが失踪し恐らく亡くなったことで結婚は成立しなかった。アーサーの失踪と死はジョン王によるものとされた。
マリーは1211年にナミュール伯フィリップ1世と最初の結婚をしたが、この結婚は父フィリップ2世がフランドルとエノーの支配権を獲得するためのものであった。
2人の間に子供が生まれないまま、1212年にフィリップ1世は死去した。
1213年4月22日にソワソンにおいてマリーはブラバント公アンリ1世と再婚した。この結婚はお互い2度目の結婚で、アンリ1世は3年前に最初の妃マティルド・ド・ブローニュを亡くしていた。
この結婚で2女が生まれた。
- エリーザベト（1272年10月23日没） - 1233年3月19日にルーヴェンにおいてディンスラーケン領主ディートリヒ・フォン・クレーフェ（1214年頃 - 1244年）と結婚、1246年にヴァッセンベルク伯ゲルハルト2世と再婚。
- マリー - 早世

マリーは1224年8月15日に死去し、アーフリゲム修道院に埋葬された。